# محمد أحمد شعلان
محمد أحمد شُعلان (1920-1985)، رجل أعمال ودبلوماسي ومناضل يمني. 

## حياته
ولد محمد أحمد شُعلان في تعز - عزلة (الأغابرة)، قرية القُبِلَة من عام 1920م، احتضنه ابن عمته بعد وفاة والديه فعلمه وأشرف على تربيته وتعليمه من عام 1928م وحتى عام 1940م. عمل سكرتيراً ثالثاً وثاني وأول في حكومة جيبوتي عام 1939م وحتى عام 1942م. ثم اشتغل في التجارة وأدار عدة مؤسسات يمنية وأجنبية من عام 1942م حتى عام 1947م. ثم عمل في التجارة الحرة حتى عام 1948م.

## نضاله
ساهم في كفاح الجالية اليمنية ضد الإعتداءات المتكررة عليها بمدينة جيبوتي من قبل الإستعمار الفرنسي، حيث عمل على استقرار الجالية العربية هناك، واستمر كذلك حتى أيام دعوة الأحرار برئاسة النعمان والزبيري بعد أن حل على يده أكثر من مشكلة إنسانية واجتماعية وقومية في ساحل الصومال بجيبوتي.
التحق محمد أحمد شعلان بالجمعية اليمنية الكبرى عضوًا عاديًا عام 1946م، وساهم مساهمة مادية، كما التحق فيها عضوًا إداريًا وعاملًا بعد سقوط الحكومة الدستورية بأسبوع عام 1948م، كما تحمل مع زملائه القلة أعباء الحركة التحررية، وحمل لوائها من جديد، بعد أن سقط رؤوس الأحرار تحت سيف الطغيان ووضع الباقي من ثوارها في غياهب السجون عام 1948م.
ساهم محمد أحمد شعلان في تكاليف إصدار صحيفة الفضول، بعد إلغاء صحيفة صوت اليمن وإلغاء الجمعية اليمنية الكبرى حيث تحمل أعبائها وتكاليف توريد مطبعتها هو وزميله محمد علي الأسودي، وجعل متجره خزينة للإنفاق على الحركة، ومن بيته أيضًا مقرًا لجلسات الأحرار وتنفيذ قراراتهم وذلك في الفترة العصيبة التي مرت بالحركة، ورجالها الأحرار الذين كانت تطارهم السلطات الإستعمارية المتعاونة مع الرجعية، ما بين 1948م حتى قيام الثورة. وأسهم مع زملائه برئاسة الزعيم عبدالله الحكيمي في إصدار جريدة السلام التي كانت تصدر وتطبع في بريطانيا وتنقل جوًا إلى عدن ثم توزع إلى الداخل، كما كان يتحمل جزءًا كبيرًا من أعباء التأسيس ونفقات الصحيفة خاصة التي كانت توزع بالمجان في عدن والجنوب وشمال اليمن.
كان أول مؤسس للإتحاد اليمني الذي أسس في مدينة عدن عام 1952م، كما كان أول أمين عام لذلك الإتحاد وهو الإتحاد الذي أعاد للحركة قوتها وصلابتها، ومواصلة كفاحها.
ترأس نادي الإتحاد الأغبري عندما وجد أن الأبواب مقفلة أمام الأحرار وذلك عام 1950م، وأنشأ منظمة سرية تمثل الحركة وتدعو لها بصورة سرية واتخذ الأحرار من ذلك النادي الذي ترأسه مركزًا للإشعاع والتجمع والانطلاق، ومن هذا النادي أيضًا أرسل أول بعثة علمية للأحرار إلى الجمهورية العربية المتحدة قوامها 14 طالبًا، كما استطاع بعد إرساله البعثة أن يحدث دويًا في أوساط الجماهير على التوغل في بقية النوادي القبلية الأخرى لإرغامها على تحمل أعباء التعليم وإرسال البعثات إلى العربية المتحدة أسوة بهذا النادي، وفعلًا برئاسته تحقق للأحرار هذا الهدف في التنظيم، فأصبحت النوادي تتسابق كل على حدة على إرسال البعثات إلى (ج.ع.م) ما بين 1952م حتى قيام الثورة عام 1962م. كما لعب دورًا عظيمًا في إقناع النوادي القبلية على خدمة قراهم، في قيام المدارس الإبتدائية، وإنشاء السدود لمياه الشرب وإعانة الفقراء منهم، وفعلًا تحت هذه الدعوة تم إنشاء السدود والمدارس، والعمل على محاربة الظلم بأشكاله في عهد الظلم والجبروت الإمامي.
وفي عام 1953م ترأس قسم التربية والتعليم والبعثات العلمية التابعة للاتحاد اليمني واستطاع أن يوفد من هذا القسم ما بين عام 1953م وعام 1955م أكثر من ثلثمائة طالب وطالبة واحدة. بالإضافة إلى ذلك فتح الصفوف الليلية لمحاربة الأمية، عن طريق الدروس تارة وعن طريق المحاضرات المنظمة تارة أخرى، بفضل جهود الأحرار أعضاء اللجنة المركزية للإتحاد اليمني حينذاك، وفي مقدمتهم الأستاذ محمد علي الأسودي، والأستاذ قاسم غالب الذي كرس جهوده كلها في سبيل مضمار العلم.
ساهم محمد أحمد شعلان في إصدار النشرات الدورية والمنشورات السرية وتوصيلها إلى مدن الداخل عن طريق الأحرار الشرفاء والجنود المجهولين.
ساهم في دعم حركة الشهيد المقدم الثلايا قائد حركة 1955م ومده وزملائه بالمال المطلوب وسيق بعدها إلى ساحة الإعدام بميدان الشهداء بتعز مع مجموعة من الثوار وفي مقدمتهم الشهيد الثلايا بطل الثورة عام 1955م، وشاءت إرادة الله أن يبقى على حياته وحياة آخرين من زملائه فعاد من ساحة الإعدام إلى سجن حجة الشهير.
اعتبر سجن حجة مقرًا جديدًا للتفرغ والعمل من أجل الحرية، وتمكن من وراء الأسوار أن يصل إلى زملائه الأحرار بمدينة حجة للتفكير في وضع حلول جديدة على ضوء الأحداث التي استعرضوها عن ماضي الحركة وأسباب فشلها مرة بعد أخرى.
استطاع بعد ذلك مع زملائه أن يصلوا إلى وضع خطة لتكوين قيادة عليا برئاسة الشهيد الشيخ حسين بن ناصر الأحمر- مهمتها العمل على قيام ثورة في ظل جمهورية عربية يمنية والتي اتخذت بعد ذلك طريقة الإتصالات المباشرة وتنسيق أعمالها مع المدن الرئيسية في المجالات القبلي والمدني والعسكري وأحرار الخارج كي يضمنوا نجاحها، وركزت القيادات العليا التي أطلق عليها هذا الاسم حين ذاك دعوتها على الأهداف التالية:
1. الدعوة للقضاة على النظام الملكي الإمامي وتحرير اليمن، مع شرح الأسباب المقنعة لهذه الدعوة الخارجة عن التقاليد الموروثة، وكان ذلك عام 1956م بمستشفى حجة ومنزل الطبيب السوري فضل الله محمد الزاقوت.
2. الدعوة للثورة عن طريق تمرد القبائل والإرتكاز على القاعدة الشعبية، في الداخل والخارج وعن طريق تبادل الزيارات بين مشايخ اليمن الأحرار وغير الأحرار على أن تكون المناقشات ووسائل الإقناع بطرق مباشرة وبحسب الأحوال وتطور الأمور في البلاد.
3. دعوة الجيش للثورة في ظل تنظيم واسع النطاق بقيادة الضباط الأحرار في كل من تعز والحديدة وحجة وصنعاء.
4. دعوة الأحرار في الخارج لتمويل الحركة بالمال ووسائل النشر وما يطلب إليهم من المساعدات، وقد نفذت هذه القرارات واستمر العمل بها بدقة وأمانة من جميع الأطراف حتى تحققت الدعوة وقامت الجمهورية بقيادة مدير العمليات العقيد عبد الله جزيلان.
5. فتح صدره للآجئين الأحرار من مدنيين ومشايخ وعسكرين وقاسمهم لقمة العيش ومرارة الكفاح طيلة سنين الجهاد دونما تردد أو تراجع.

ساهم محمد أحمد شعلان في تأسيس الإتحاد اليمني بالقاهرة عام 1953م وحضر إفتتاحه، وزوده بكل النواقص المطلوبة حين ذاك.
عندما غادر السجن عام 1956م وعاد إلى عدن لم تدخله عوامل اليأس في كفاحه، بل أصبح في نضاله أقوى صلابة مما كان عليه قبل وقوعه في الأسر وبعد خروجه من السجن مما دفعه إلى المزيد في دعم وتقوية عزائم زملاء النضال وإرادتهم، واستطاع بأسلوبه الخاص أن يعيد إليهم الثقة فعينوه مرة ثانية في الأمانة العامة للإتحاد اليمني من جديد بعد النكسة الكبرى، التي تعرض لها الإتحاد اليمني بسبب إنقسام الأحرار على أنفسهم عام 1956، و 1957م.
أعاد فتح الجمعية اليمنية الكبرى عام 1958م وساهم في نشاطها التي دام حتى قيام الجمهورية.
اشترك في جميع مؤتمرات الأحرار التي كانت تعقد في عدن والقاهرة، وغيرها من البلدان التي يوجد فيها يمنيون مناضلون.
وقف بين كبار الأحرار موقف الحكم في عدن والقاهرة عند اختلافهم في الرأي، واشترك في التوقيع على الوثيقة التاريخية التي وقع عليها من قبل كبار الأحرار بالقاهرة في شهر أغسطس عام 1962م تلك الوثيقة التي نقلت للشعب اليمني في الداخل والخارج من راديو صوت العرب ما بين 26-30 أغسطس من عام 1962م وهي الوثيقة التي التزم بها قادة الأحرار، وقادة الثورة في الداخل التقيد بها، وهي تلك الوثيقة التي كانت تقضي بالإجماع على قيام الثورة وإعلان النظام الجمهوري وتأييدهما عند قيامها مهما كان الأشخاص القائمين بها.
أسهم في قضية تدعيم الحرس الوطني عند تسلمه وزارة المغتربين بعد الثورة، حيث  تم تعيينه النائب الأول لوزارة المغتربين بعد قيام الثورة اليمنية، ودعا المهاجرين إلى تقديم الأموال لتدعيم الحرس الوطني وبناء جيش يمني منظم، وقد لب المهاجرون ذلك النداء وقدموا التبرعات السخية التي بلغت الملايين.
أحدث ثورة في البناء والتخطيط فور نقله إلى البلديات، وقاوم وواجه كل الإغراءات والمؤامرات، وتمكن من تغيير معالم الحياة في المدن الرئيسية الثلاث، صنعاء، الحديدة، وتعز.
وعندما تعين في وزارة الجنوب (المحتل) أحدث تغيرات هامة بالنسبة لسياسة الوزارة والوزراء الذين سبقوه إليها ولم يكن لهم أي سجل يستحق الذكر بصددها، ولم بذلك عده بيانات وتعليقات وأحاديث هامة حول قضية الجنوب، أذيعت في محطة صنعاء والقاهرة والبلدان الإشتراكية، والتي أيضًا نشرتها أغلب صحف العالم الحر.
أحدث تطويراً هاماً عندما تم تعينه في إدارة الطيران اليمني العربي (رئيس مجلس الإدارة، عام 1967م)، حيث عقد عدد من الصفقات العالمية في مجال الطيران.
تفرغ لعمله في التجارة بعد عام 1970م في عدن، ثم انتقل إلى مدينة تعز بعد حركة التأميم في مدينة عدن في عام 1972م، واستقر في مدينة تعز.

## مناصب
تقلد الأستاذ محمد أحمد شعلان عددًا من المناصب خلال الفترة من عام 1962-1969م وهي:
- النائب الأول لوزارة المغتربين.
- النائب الأول لوزراة الشؤون البلدية والقروية.
- النائب الأول لوزاة شؤون الجنوب اليمن المحتل.
- رئيسًا لمجلس الطيران اليمني-العربي.
- نائبًا، ثم وزيرًا للمواصلات.

## وفاته
شاءت الأقدار وحدث له حادث وهو في طريقه من صنعاء إلى تعز في قاع جهران عام 1978م، أدى إلى فقدانه جزء من الذاكرة، إلى أن توفي في تاريخ 22/11/1985م وتم دفنه في مسقط رأسه، قرية القُبْلِة بالأغابرة.

## أولاده
خلّف محمد شعلان خمسة عشر ولداً، ثمانية منهم أولاد، وسبعة بنات، وهم بالترتيب: القاضي أسكندر (متوفي)، صباح، مستشار، فتح، جمال، حرب، طارق، منذر، الدكتورة ثورة، هيفاء، الدكتورة عميدة، أروى، نبوية، عمر، الدكتورة ثروة)، منهم من حصل على الشهادات العلمية الجامعية، ومنهم من حصل على الشهادات العليا الدكتوراه.

## قائمة المراجع
1. ↑  عبده، علي محمد (2003). لمحات من تاريخ حركة الأحرار اليمنيين (ط. 1). منتدى النعمان الثقافي للشباب والمعهد الفرنسي للآثار والعلوم الاجتماعية. ج. 2.
2. ↑  الكمال، أنور عباس أحمد (2022). أحمد محمد نعمان ودوره في حركة الأحرار اليمنيين 1934 - 1962م دراسة تاريخية (ط. 1). القاهرة: دار الوفاق للطباعة والنشر. ص. 196، 208، 214.